# Missive
Af en toe duikt in het Nederlands het woord missive op. Bij twijfel over de betekenis ervan bieden Nederlandse woordenboeken veelal geen hulp. De term is dan ook afkomstig uit het Frans en wordt vaak gebruikt voor een schriftelijke mededeling waarvan een bepaalde stelligheid uitgaat. In een Franse juridische context betekent een "lettre missive" eenvoudigweg een schriftelijke mededeling. De oorsprong van het woord is terug te voeren tot het Latijnse werkwoord "mittere" dat zenden betekent. De voltooid tegenwoordige tijd van dat werkwoord is "missi", wat "ik heb gezonden" betekent.